# مفت‌بر
مفت‌بر فیلمی به کارگردانی عادل تبریزی، نویسندگی نیما نافع و الهه سعادتی و تهیه‌کنندگی عبدالله علیخانی و محمدحسین فرح‌بخش محصول سال ۱۴۰۲ است.

## بازیگران
- حامد بهداد کامران هومن
- سحر دولتشاهی نیلوفر
- رضا بابک افسری
- بهرنگ علوی پرهام
- شقایق فراهانی نازگل
- فروغ قجابگلی افخم
- سیاوش چراغی‌پور کارمند
- قدرت‌الله ایزدی اژدر
- منوچهر آذری پدر کامران
- گیتی معینی مادر کامران
- بهزاد داوری سیامک
- انوش معظمی برادر افخم